# Nesticus lusitanicus
Nesticus lusitanicus là một loài nhện trong họ Nesticidae.
Loài này thuộc chi Nesticus. Nesticus lusitanicus được Jean-Louis Fage miêu tả năm 1931.